# Sarila
Sarila fou un estat tributari protegit de l'agència del Bundelkhand amb una superfície de 85 km² rodejat totalment per territori del districte d'Hamirpur. La capital era Sarila amb 3.290 habitants el 1901. La població del principat era en 1881 de 5.014, en 1891 de 5.622 i en 1901 de 6.298.
L'estat fou fundat el 1765 quan Aman Singh Bundela, fill de Pahar Singh de Jaipur, un besnet del maharajà Chhatarsal de Panna, el va rebre com a jagir. El va succeir Tej Singh, però fou deposat per Ali Bahadur de Banda; no obstant va ser reposat en part del seu territori per la mediació d'Himmat Bahadur. Quan els britànics van establir el seu domini el 1803, Tej Singh només dominava la vila de Sarila i la fortalesa però en reconeixement de la seva influència a la regió i a la seva submissió voluntària als britànics, va rebre uns diners (1000 rupies al mes) fins que se li pogués assignar més territori. El 1807 se li van donar 11 pobles i es va retirar la pensió. El 1898 va pujar al tron el raja Mahipal Singh, menor d'edat i fill pòstum, sota regència de la seva mare assistida per un kamdar. El sobirà va signar l'accessió a l'Índia el 1947 i el document de fusió el 1948 i l'estat va desaparèixer finalment el 31 de desembre de 1949 dins d'Uttar Pradesh.

## Llista de rages
- Aman Singh 1755 - 1788
- Tej Singh 1788 - 1818 (fill)
- Anirudah Singh 1818 - 1842 (fill)
- Hindupat Singh 1842 - 1871 (fill)
- Khallak Singh 1871 - 1882 (fill)
- Pahar Singh 1882 - 1898 (fill adoptiu, fill biològic de Kunwar Samar Singh, al seu torn fill de Kunwar Bakht Singh un descendent de Raja Jagatraj Singh de Jaitpur)
- Mahipal Singh 1898 - 1947 (fill)